# Ludovik I. Anžuvinac
Ludovik I. Veliki ili Ljudevit I. Anžuvinac (mađ. I. (Nagy) Lajos, polj. Ludwik Węgierski, hrv. Ludovik I., slovački Ľudovít I Veľký)  (Višegrad, 5. ožujka 1326. – Nagyszombat, 10. rujna 1382.), hrvatsko-ugarski (1342. do 1382.) i poljski kralj (1370. – 1382.) iz dinastije Anžuvinaca.
Bio je kralj Ugarske, Hrvatske, Dalmacije i Slavonije od 1342., a Poljske od 1370. godine. Bio je jedan od najboljih i najaktivnijih vladara kasnog srednjeg vijeka, koji je proširio svoj teritorij do obala Jadranskog mora i čvrsto osigurao Dalmaciju, s dijelom Bosne i Bugarske pod ugarskom krunom. Dosta je vremena proveo u ratovima s Mlečanima i u nadmetanju za Napuljsko Kraljevstvo.
Vodio je česte ratove. Osim njegovih najpoznatijih vojnih pohoda, ratovao je u Bugarskoj, Bosni, Vlaškoj, i protiv Zlatne Horde. Prvi ugarsko-osmanlijski sukob se dogodio tijekom njegove vladavine.

## Životopis
Nazvan je Ludovik po svom stricu Svetom Ludoviku, a bio je najstariji sin Karla Roberta Anžuvinca i Elizabete Poljske, kćeri poljskog kralja Vladislava I. i sestre Kazimira III. Velikog iz dinastije Pjastovića, restaurirane dinastije u Poljskoj. Postao je kraljem nakon očeve smrti 1342. godine. Po dolasku na prijestolje, obračunao se s neovisnim hrvatskim velikašima te je uspio slomiti otpor kneginje Vladislave, udovice vojvode Nelipca II. Nelipića Cetinskog († 1344.), koji je gotovo dvadest godina prkosio kraljevom autoritetu. Prema dogovoru s kneginjom Vladislavom, Ludovik I. je priznao sve obiteljske posjede njenom maloljetnom sinu Ivanu, ali je kneginja morala predati kralju grad Knin. Ludovik se uspio nagoditi i s knezovima Bribirskim, tako što mu je knez Juraj III. Bribirski predao utvrđeni grad Ostrovicu, a zauzvrat je Jurju darovao grad Zrin u tadašnjoj Slavoniji (danas u Banovini).

### Ratovi s Mlecima i Napuljem
Poražen od Mletaka u ranijem pohodu protiv Zadra (1346.), Ludovik se iskrcao na ekspediciji protiv Napulja da osveti ubojstvo svog brata Andrije, kneza Kalabrije, muža Ivane I. Napuljske. Okolnosti njegove smrti su vezane za dvorsku urotu u kojoj je sudjelovala i sama kraljica. Ludovik je došao u Italiju 3. studenog 1347. i poslije je dobio potporu mnogih mjesnih prinčeva, ušao je u Benevent rane 1348, zahvaljujući podršci napuljskog baruna. 15. siječnja, Ivana je otišla iz Napulja brodom za Provansu, uskoro će to isto napraviti i njen muž, Luj od Taranta. Postavio se za napuljskog kralja bez većih problema, no usprkos tome Ludovik se morao brzo povući zbog dolaska kuge. U svojoj žurbi da napusti opustošenu Italiju, imenovao je dva ugarska službenika da zadrže prijestolje. Oni su uskoro izgubili potporu baruna i otvorili put povratku Ivane i njenog muža.
Dvije godine kasnije, 1350. godine, Ludovik je došao u Manfredoniju i predstavljao je veliku opasnost Napulju. Međutim kasnije je morao prekinuti kampanju na inzistiranje njegovih iscrpljenih vojnika i odrekao se svih prava na napuljsku krunu. Prije negoli je napustio Italiju, papinska kurija iz Avignona počela je istragu o Andrijinom ubojstvu, ali papinski je sud proglasio Ivanu nevinom, uvelike zbog političkih razloga, zato što se Ivana složila da će svoja prava na grad Avignon predati papinstvu. Sukob s Napuljem je prestao 1381. godine, jednu godinu prije Ludovikove smrti. Papa je oduzeo kraljevsku titulu Ivani i ovlastio kralja Ludovika da izvrši svoju odluku. Bio je previše bolestan da ide sam, ali njegov nećak Karlo Drački potpomognut ugarskim zlatom sa svojim vojnicima se domogao prijestolja i ubio Ivanu.
Od 1356. do 1358. Ludovik je počeo novi rat protiv Venecije za vlast nad Dalmacijom. Poslije uspješnog organiziranja protumletačke lige, Ludovik je naredio dalmatinskim gradovima da pale i ubijaju sve Venecijance. Zadarskim mirom (1358.), svi Ludovikovi zahtjevi za Jadransku regiju bili su prihvaćeni. Odmah je sagradio jadransku flotu. Zadarskim mirom većina dalmatinskih gradova i obale došla je pod vlast Ludovika i hrvatskoga bana. Dubrovnik je tu priznao vrhovnu vlast hrvatskoga bana i hrvatsko-ugarskog kralja, ali ostao realno samostalan, odnosno Zadarskim mirom te poslije Višegradskim ugovorom je stvorena Dubrovačka Republika.

### Poljski kralj
Kazimir III. Veliki (1333. – 1370.) je bio posljednji poljski kralj iz dinastije Pjastovića, budući da nije imao muških potomaka. Iz tog je razloga imenovao Ludovika I. svojim nasljednikom. Nakon Kazimirove smrti, Ludovik je otišao u Poljsku, gdje je 17. studenog 1370. godine bio okrunjen za novog poljskog kralja. Premda mu poljsko plemstvo nije dozvoljavalo da vlada samostalno Poljskom, ipak je 1374. godine uspio da njegova kći Marija i njen zaručnik Žigmund Luksemburški budu priznati za njegove nasljednike. Unatoč takvoj odluci, nakon njegove smrti 1382. godine, njegova kći Marija i Žigmund su naslijedili prijestolje Ugarske i Hrvatske, dok je Ludovikova mlađa kći, Hedviga naslijedila poljsko prijestolje i bila 1384. godine okrunjena za kraljicu Poljske. Godine 1386. udala se za litvanskog velikog vojvodu Vladislava Jagelovića, s kojima je podijelila krunu i vlast u Poljskoj.

## Doprinosi kulturi i pravne reforme
Ludovik je osmislio nove pravne i feudalne sustave za Poljsku i Ugarsku. U Ugarskoj je otvorio prvo sveučilište, Pečuško sveučilište, te pridonio razvoju umjetnosti. Danas je u Mađarskoj zapamćen kao jedan od najvećih kraljeva.

## Obitelj
Oko 1345. oženio se Margaretom Bohemijskom, kćerkom češkog kralja i rimsko-njemačkog cara
Karla IV. Luksemburškog (1346. – 1378.) i njegove prve supruge Blanche od Valoisa. Brak je trajao kratko, jer je Margareta umrla već 1349. godine, ne ostavivši djece iza sebe.
Godine 1353. oženio se Elizabetom, kćerkom bosanskog bana Stjepana II. Kotromanića (1314. – 1353.). Imali su dvije kćeri: Hedvigu i Mariju. Budući da nije imao muških potomaka, polagao je nadu u svog brata, hrvatskog hercega Stjepana, koji je umro 1354. godine, u dvadest i trećoj godini života. Nakon njegove smrti, odredio je njegova maloljetnog sina Ivana svojim nasljednikom, ali i on je umro već 1360. godine, u dobi od svega pet ili šest godina.

## Vanjske poveznice
|  | Zajednički poslužitelj ima još gradiva o temi Ludovik I. Anžuvinac |

- Ludovik I. Anžuvinac Hrvatska enciklopedija
- Ludovik I. Anžuvinac Proleksis enciklopedija
- Louis I (king of Hungary) Britannica (engl.)

| Prethodnik:                     | hrvatsko-ugarski kralj (1342. – 1382.) | Nasljednik:            |
| Karlo I. Robert (1307. – 1342.) | hrvatsko-ugarski kralj (1342. – 1382.) | Marija (1382. – 1385.) |

| Prethodnik:                         | poljski kralj (1370. – 1382.) | Nasljednik:             |
| Kazimir III. Veliki (1333. – 1370.) | poljski kralj (1370. – 1382.) | Jadviga (1384. – 1399.) |